# 三雲南小路遺跡
座標: 北緯33度32分12.1秒 東経130度14分29.6秒 / 北緯33.536694度 東経130.241556度

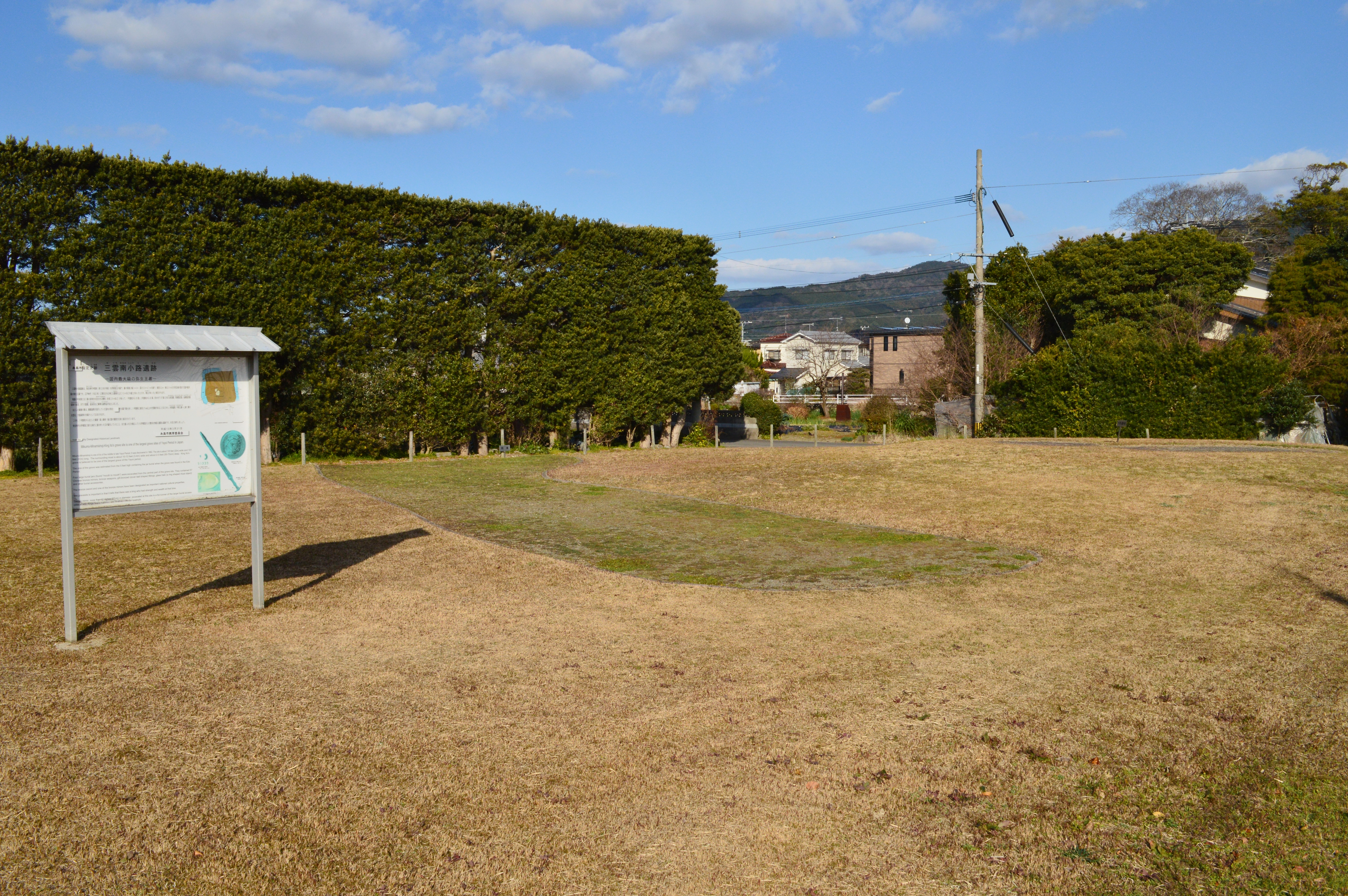
三雲南小路遺跡（三雲・井原遺跡南小路地区）。

三雲南小路遺跡（みくもみなみしょうじいせき）は、福岡県糸島市三雲に所在する弥生時代の遺跡。「三雲・井原遺跡」の一部（三雲・井原遺跡南小路地区）として国の史跡に指定されており、細石神社の裏手に所在する。甕棺2基からなる埋葬主体部と周溝をもつ一辺30メートルの弥生墳丘墓で、古代伊都国の王墓と目されている。

## 概要
文政5年（1822年）2月、三苫清四郎が住宅の土塀を築こうと南小路の畠の土を取ろうとして偶然発見したという。後の1974年（昭和49年）の再調査の時に「2号甕棺」が発見された。平成の学術調査で周溝をもつことが判明し、現在は「方形周溝墓で、甕棺を2器を添える様にして設置した墓」である、とされる。甕棺の形式は「立岩式古段階（弥生時代中期中頃）」の形状をもつ。西側の周溝に祭祀跡とみられる痕跡があり、東側の高祖山系の山並みとの関連性がうかがえる。これは後の時代の平原遺跡1号墓（平原弥生古墳）に通じるものであろう。
最新の研究では、この三雲南小路遺跡と、春日市の須玖岡本遺跡の巨石下甕棺墓とは同一規模の構造を呈している可能性が示唆されている。

## 副葬品[6]
1号甕棺
甕棺外部
- 銅剣 1
- 銅戈 1
- 朱入小壺 1

甕棺内部
- 銅矛 2
- 銅鏡（前漢鏡） 31面以上
- ガラス璧(瑠璃璧)破片 8個以上
- ガラス勾玉 3個
- ガラス管玉 60個以上
- 金銅製四葉飾金具 8個以上

※銅鏡は27.3センチメートルから16.0センチメートルの物で『連弧文銘帯鏡』が 26面以上と大半を占める。
2号甕棺
- 銅鏡（前漢鏡） 22面以上
- ガラス垂飾（瑠璃璧の破片の再利用品？） 1
- 勾玉 13個（硬玉製 1、ガラス製 12）

※銅鏡は11.4センチメートルから6.0センチメートルの小型鏡で、『連弧文「日光」銘鏡』が 16面以上と大半を占める。